# Lukas Gwechenberger
Lukas Gwechenberger (* 1994 in Schwarzach im Pongau) ist ein österreichischer Künstler und Musiker.

## Werdegang
Bei seinen Werken handelt es sich vorwiegend um ortsbezogene Auseinandersetzungen, die in Gestalt von Installation, Sound, Fotografie und Video umgesetzt werden. Er hat dabei ein besonderes Interesse an der Verformung und Verfremdung von Material, Raum und dessen Wirkung. Lukas Gwechenberger ist Mitglied der in Hallein ansässigen Ateliergemeinschaft „atelier ///“, des Teams um die experimentelle Musikreihe „performing sound“ und des Teams um die Zeitschrift archipel. Für seine elektronische Musik erhielt er zwei Mal den Elektronik-Land-Preis.

## Ausstellungen (Auswahl)
- 2022: „Medien.Kunst.Realitäten“, Gruppenausstellung, Stadtgalerie Salzburg[6]
- 2022: „Transgression Pieces“, Ausstellung, Galleria CULT, Alghero, IT[7]
- 2022: „Floating Landscapes“, Gruppenausstellung, Kunstraum fünzigzwanzig, Salzburg[8]
- 2021: „Schlauchtechnik I: Der Schlauch der Dinge“, Installation mit atelier ///, Eboran Galerie Salzburg[9]
- 2021: „Layers of Lethe“, Transmediale Ausstellung mit Anna Maria Stadler in einem Leerstand am Mozartplatz 5, Salzburg[10]
- 2021: „Erdmigration“, Transmediale Aktion mit Anna Maria Stadler, Supergau-Festival Salzburg[11]
- 2020: „Dämpfung“, Präparierte Litfaßsäule, Salzburg
- 2020: „Touch ID“, Installation im Rahmen der Gruppenausstellung „Common Ground“, Kunstverein Salzburg[12]
- 2018: „Cortona“, Fotoserie, Gruppenausstellung, Fotohof Salzburg[13]

## Auszeichnungen
- 2022: AiR-Stipendium des Landes Salzburg für Bosa/Sardinien
- 2021: Elektronik-Land-Preis[14]
- 2021: Subnet-Air-Stipendium[15]
- 2020: „Ortung“, AiR-Stipendium[16]
- 2020: AiR-Stipendium des Landes Salzburg für Paliano/IT
- 2017: Elektronik-Land-Preis[17]